# María Francisca de Jesús Rubatto
María Francisca de Jesús Rubatto (Carmagnola, 14 de febrero de 1844 - Montevideo, 6 de agosto de 1904), nacida como Ana María Rubatto, fue una religiosa italiana fundadora de la congregación religiosa Hermanas Capuchinas de la Madre Rubatto. Tuvo una destacada actuación en Uruguay.

## Biografía
Ana María nació el 14 de febrero de 1844, en Carmagnola, Italia. Hija de Catalina Pavesio y Juan Tomás Rubatto.
En 1863, a los 19 años quedó huérfana y se trasladó a Turín, donde ingresó al Cottolengo.

### Vida religiosa
El 23 de enero de 1885 tomó el hábito con otras compañeras, fundando en Loano la Congregación de las Hermanas Capuchinas y el 17 de septiembre de 1886 hizo los votos religiosos con el nombre de María Francisca de Jesús.
En 1892 partió rumbo a Uruguay con tres compañeras, y comenzaron una tarea pastoral y de ayuda. En el barrio Belvedere crearon un taller de costura, que con el tiempo se transformó en el Colegio San José de la Providencia. También realizó viajes misioneros a Argentina y Brasil, donde seis de sus compañeras dieron su vida.

### Fallecimiento
Tras contraer cáncer en Montevideo, falleció en dicha ciudad el 6 de agosto de 1904 a los 60 años por dicha enfermedad. Fue inhumada por voluntad propia en el cementerio de los pobres de dicha ciudad. A la fecha (2016), las Hermanas Capuchinas de la Madre Rubatto sirven en la Iglesia en Italia, Uruguay, Argentina, Brasil, Perú y África Oriental.

## Canonización
El 10 de octubre de 1993 fue beatificada por el papa Juan Pablo II. Se investigó un segundo milagro necesario para su canonización. El papa Francisco aprobó este milagro el 21 de febrero de 2020 y Rubatto fue canonizada el día 15 de mayo de 2022 en la Plaza de San Pedro del Vaticano, siendo la primera santa del Uruguay, aunque no nativa.